# Poesías (Rimbaud)
Las Poesías de Arthur Rimbaud fueron escritas aproximadamente entre 1869 y 1872. El aguinaldo de los huérfanos (1869) es el primer poema conocido de Rimbaud, esto si exceptuamos los que compuso en latín para trabajos escolares.
El primer compendio de sus poesías fue publicado bajo el nombre de Le Reliquaire por Rodolphe Dargens (Genonceaux, 1891) mientras Rimbaud agonizaba en Marsella. El segundo, considerado como el primer poemario completo del poeta, apareció en 1895 con prefacio de Paul Verlaine bajo el nombre de Poésies complètes.
Normalmente los editores y críticos dividen la producción poética de Rimbaud en dos partes. La primera, llamada simplemente Poesías, abarca los poemas escritos entre 1869 y 1871, son los más conocidos del poeta. La segunda, llamada Últimos versos o Versos nuevos y canciones, abarca los poemas escritos en 1872 y tal vez a principios de 1873. 
La división se debe al cambio abrupto que ocurre en la poesía de Rimbaud: de ser un poeta que exaltaba la belleza del verso y trataba de encontrar perfección en sus poesías, empezó a desdeñar el verso como tal y a irrespetar todas las reglas de composición, creando una poesía ambigua y volátil que sería alabada por simbolistas y más tarde por los surrealistas. Este deseo de Rimbaud de ir en contra de todo lo preestablecido desembocaría en Las Iluminaciones, libro en que el poeta finalmente se zafa de las ataduras del verso y se expresa en un lenguaje poético puro a la perfección.

## Poemas más conocidos
- El barco ebrio
- Vocales
- Mi Bohemia
- El corazón robado
- El durmiente del valle
- Canción de la torre más alta
- El hombre justo
- Qué son para nosotros, mi corazón